# حلبة كيالامي

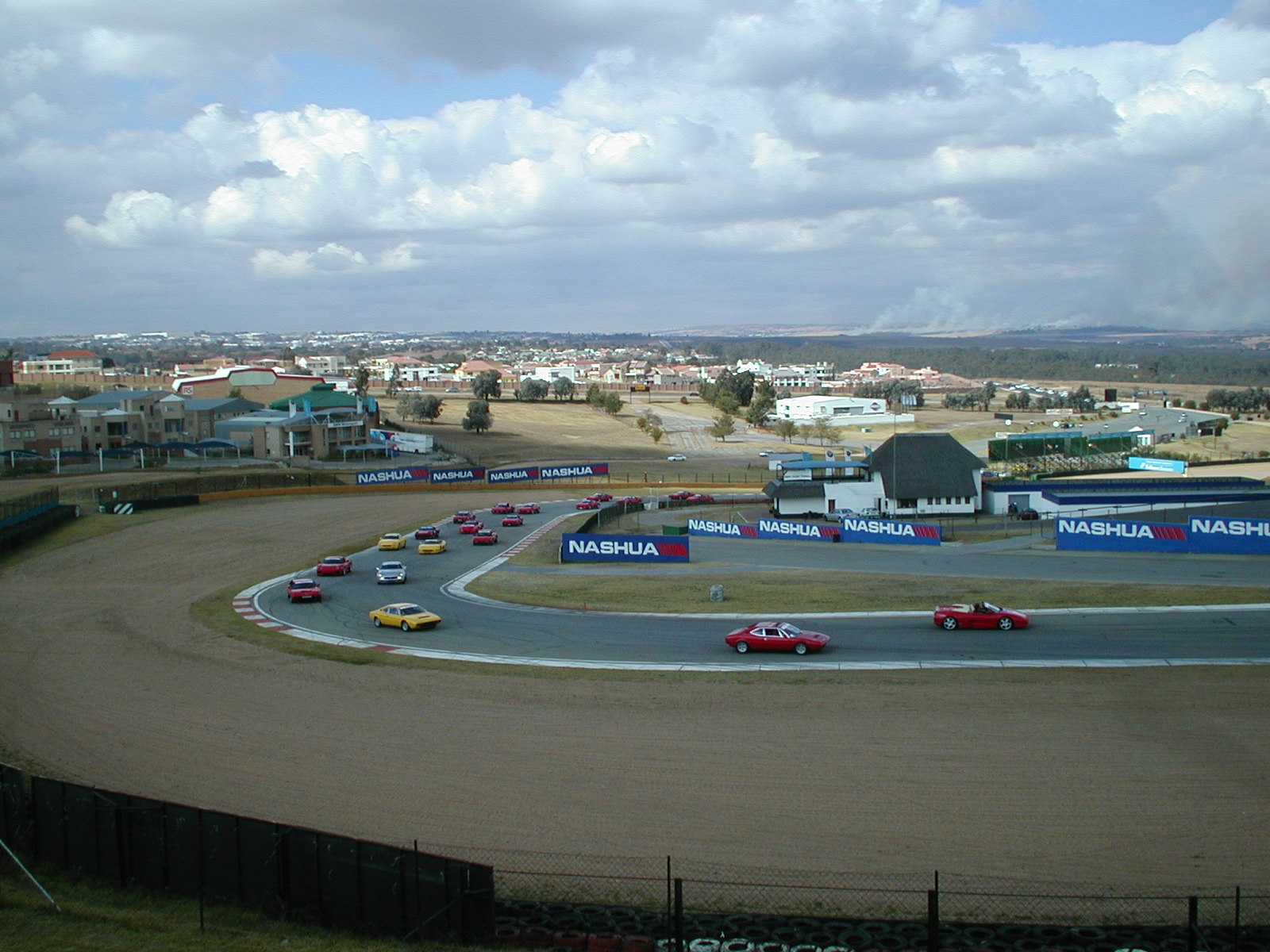
الحلبة

حلبة كيالامي هي حلبة سباق لرياضة المحركات الآلية تقع في منطقة خاوتينغ في جنوب افريقيا. استخدمات لسباقات فورمولا 1 وسباق الجائزة الكبرى للدراجات النارية. استضافت جائزة جنوب أفريقيا الكبرى كما استضافت بطولة العالم للسوبربايك. افتتحت في سنة 1961.

## معرض صور

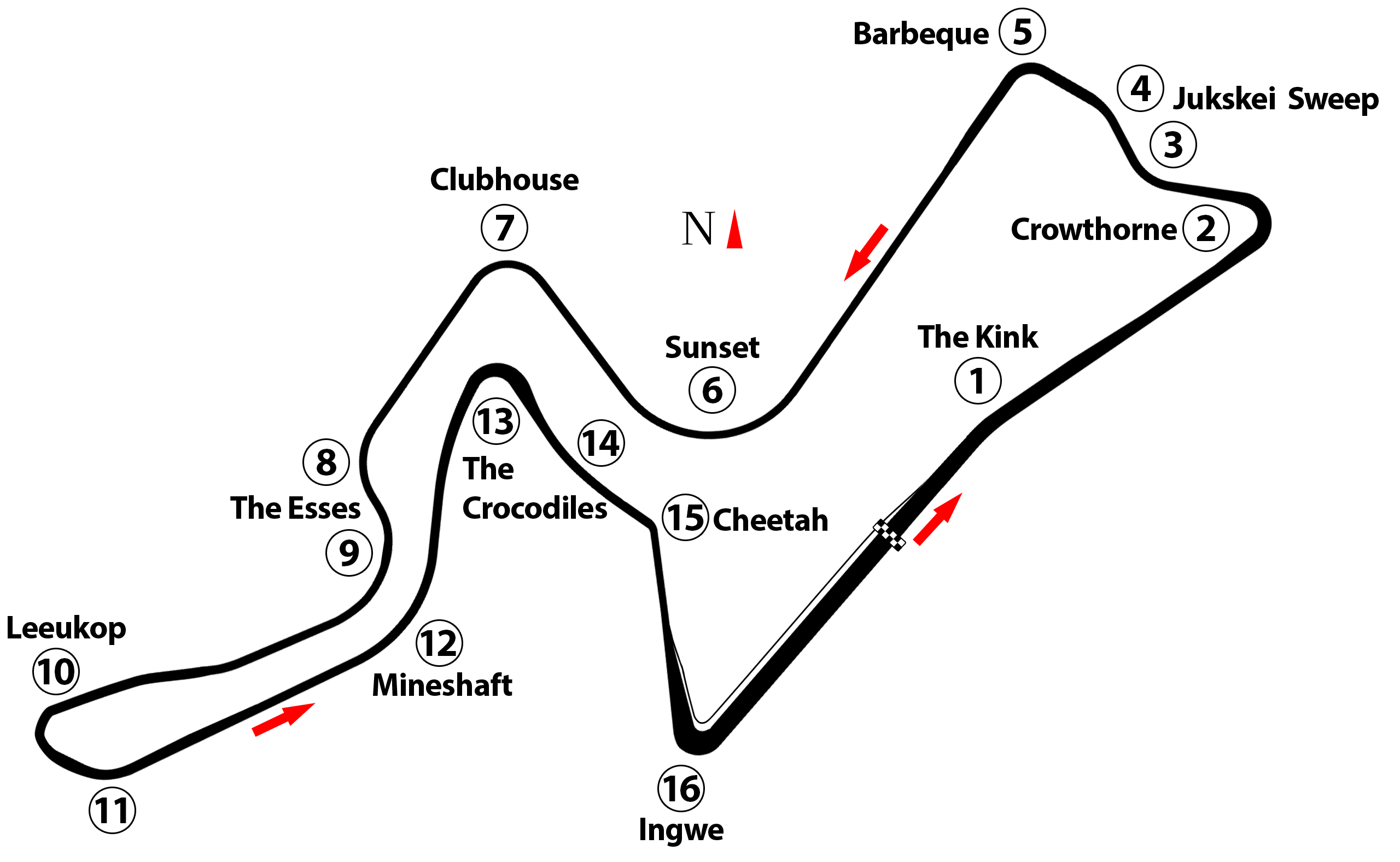
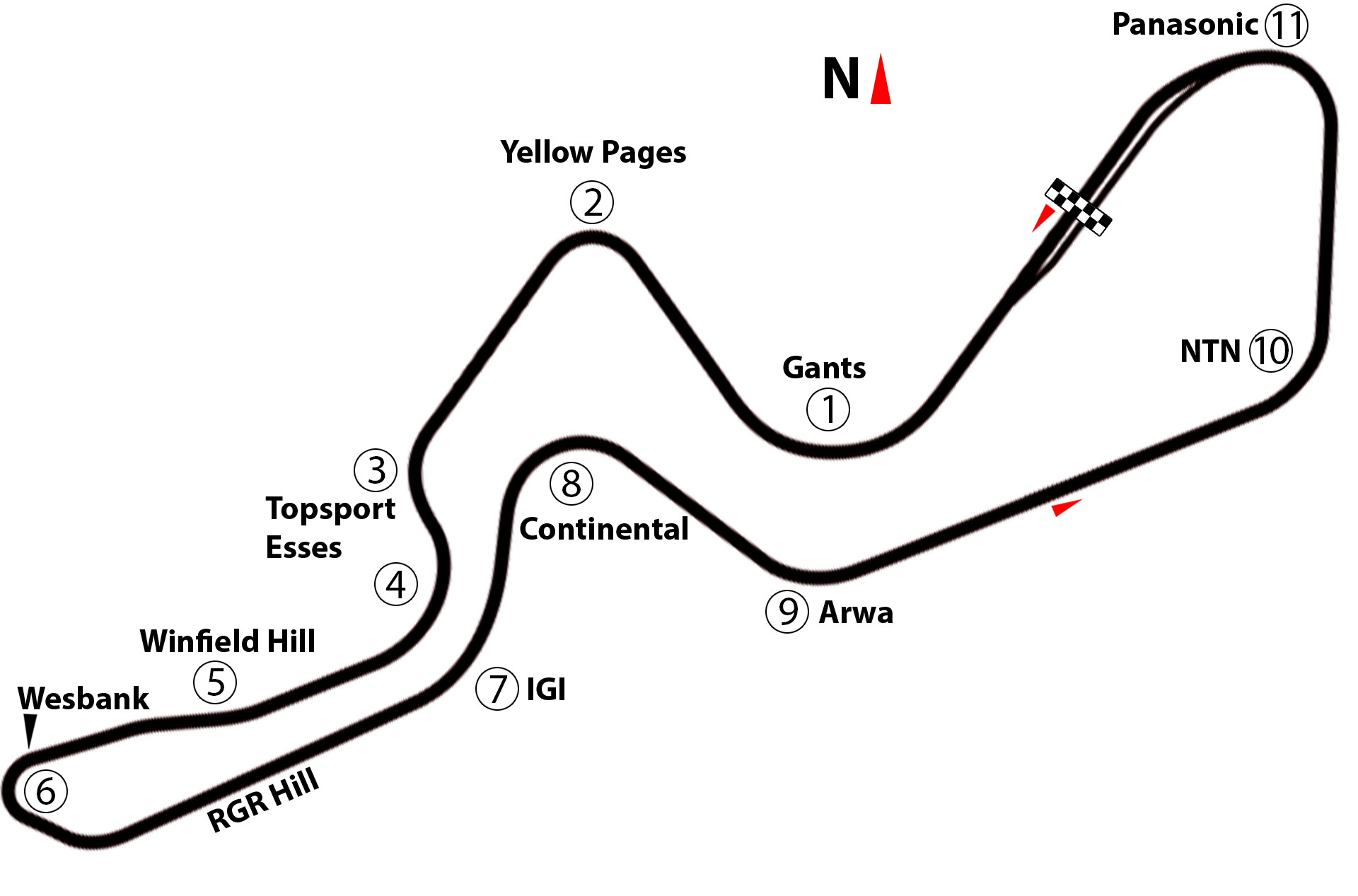
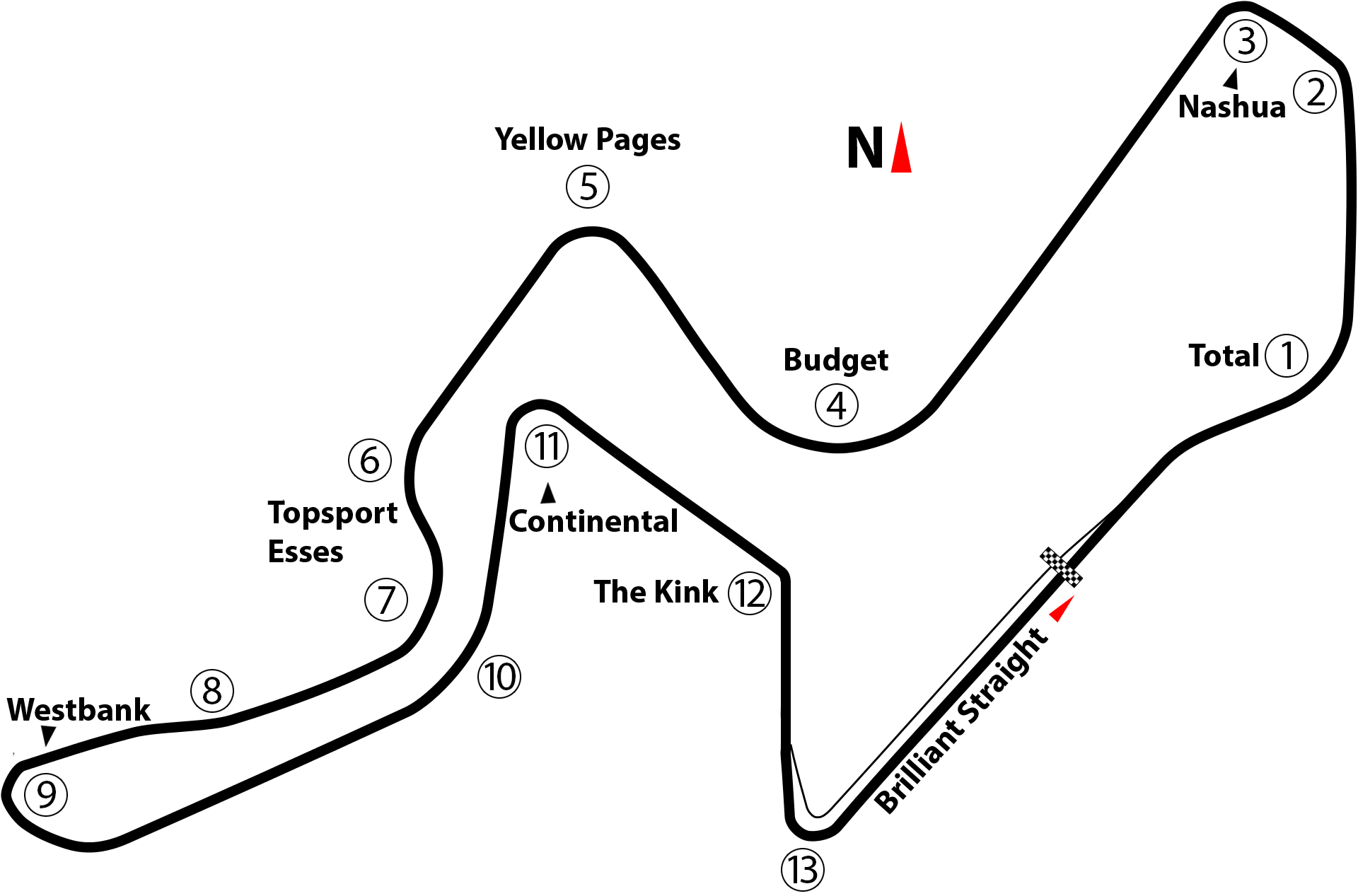

## أعلام
- توم برايس
- بيتر ريفسون